# Eutelsat 70B
Eutelsat 70B (frühere Bezeichnung: Eutelsat W5A) ist ein kommerzieller Kommunikationssatellit der Europäischen Firma Eutelsat mit Sitz in Paris.
Er wurde am 3. Dezember 2012 um 20:43:59 UTC mit einer Zenit-3SL-Trägerrakete von der Sea-Launch-Plattform Odyssey in eine geostationäre Umlaufbahn gebracht.
Der dreiachsenstabilisierte Satellit ist mit 48 Ku-Band-Transpondern ausgerüstet und soll von der Position 70,5° Ost aus Europa, Afrika, Zentral- und Südostasien mit einer Reihe von  Telekommunikationsdienstleistungen wie Behördendiensten, Breitbandinternet, GSM-Verbindungen sowie Videoübertragungen versorgen. Er wurde auf Basis des Satellitenbus Eurostar E3000 der Firma Astrium gebaut und besitzt eine geplante Lebensdauer von mehr als 15 Jahren.